# Kawakubo Nobuzane
Kawakubo Nobuzane (jap. 河窪 信実) oder Takeda Nobuzane (武田 信実); † 29. Juni 1575 (traditionell: Tenshō 3/5/21) war ein Samurai der Sengoku-Zeit und Mitglied des Takeda-Klans. 
Er diente unter Takeda Shingen und war dessen jüngerer Halbbruder.

## Leben

### Jugend
Geboren als Sohn des Daimyō der Provinz Kai Takeda Nobutora in der Sengoku-Zeit, gab man ihm seinen Familiennamen Kawakubo aufgrund der Herkunft seiner Mutter, deren Name unbekannt ist, aus einem gleichnamigen Dorf in diesem Gebiet. Mit 15 Jahren trat er der berüchtigten Reiterei der Takeda-Truppen bei, kommandierte 15 Reiter und 313 Rōnin und war verantwortlich für die Verteidigung des Zuganges zu Karisaka in der Provinz Musashi. Später führte er eine feudale „Polizei“-Einheit von 200 Reitern und mehreren Fußtruppen an.

### Erwachsenenalter
Mit dem Tod seines Bruders Matsuo Nobukore im Jahr 1571, der unter Befehl Shingens stand, heiratete Kawakubos Sohn Nobutoshi Matsuos Tochter und übernahm dessen Familie. Kawakubo Nobuzane herrschte damit effektiv über ein größeres Gebiet, das einen Ertrag von mehr als 397 kan (貫) einbrachte, und dominierte dadurch auch benachbarten. Nach der damaligen Wehrpflicht, der die Samurai zum Schutze des Hofes in Kyoto unterlagen, wurden derartige Reichtümer akribisch verzeichnet und die Eigentümer zur Pflicht gerufen, um einer Machtübernahme vorzubeugen, Er wurde aber unbehelligt gelassen und übernahm infolgedessen schon bald die umliegenden Gebiete in Matsuo.

### Tod
Im Jahre 1575 starb er in der Schlacht von Nagashino bei einem Gegenangriff durch Sakai Tadatsugu und Kanamori Nagachika. Sein Totenname im Tempel Rinzen-ji, wo er begraben liegt, ist 輪禅寺殿玉麟一機大居士.
Nachdem sein Tod bekannt wurde, beerbte ihn sein Sohn. Im Jahr 1582 fiel die Takedafamilie, und sein Sohn hatte ab sofort Ieyasu Tokugawa zu dienen. Einer seiner Nachkommen wurde direkter Vasall (Hatamoto) des Shoguns.

## Familie
Geschwister (Brüder, Halb- und Adoptivbrüder):
- Takeda Shingen (Harunobu)
- Ichijō Nobutatsu (一条信龍)
- Takeda Nobumoto (武田信基), auch Nobutomo (信友)
- Takeda Nobushige (武田信繁)
- Takeda Nobukado (武田信廉)
- Takeda Nobutomo (武田信友)
- Matsuo Nobukore (松尾信是)
- Takeda Munechi (武田宗智)

Sein Sohn ist Kawakubo Nobutoshi (河窪信俊).
| Personendaten    | Personendaten                                                |
| ---------------- | ------------------------------------------------------------ |
| NAME             | Kawakubo, Nobuzane                                           |
| ALTERNATIVNAMEN  | 河窪 信実 (japanisch); Takeda Nobuzane; 武田信実 (japanisch) |
| KURZBESCHREIBUNG | japanischer Samurai                                          |
| GEBURTSDATUM     | 15. Jahrhundert oder 16. Jahrhundert                         |
| GEBURTSORT       | Japan                                                        |
| STERBEDATUM      | 29. Juni 1575                                                |
| STERBEORT        | Nagashino, Japan                                             |